# La Défense (stanice metra v Paříži)

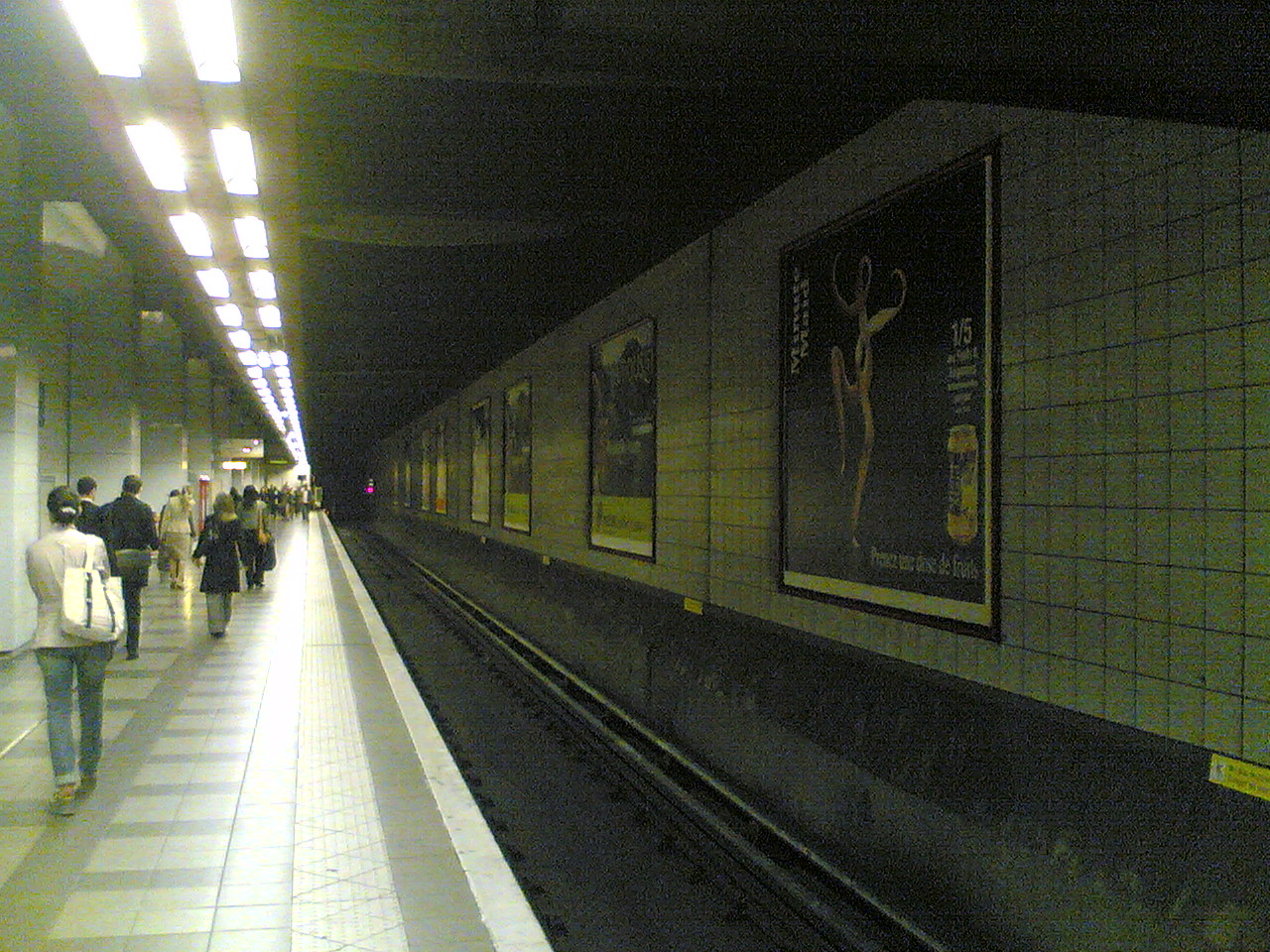
Nástupiště na stanici

La Défense je konečná stanice pařížského metra linky 1. Nachází se v centru obchodní čtvrti La Défense severozápadně od Paříže. Stanice je propojena s dalšími dopravními terminály, takže je zde umožněn přestup na linku RER A, RER E, linky Transilien a tramvajovou linku 2. Díky těmto okolnostem byla v roce 2004 s 12,81 milióny cestujících jedenáctou nejvytíženější stanicí zdejšího metra. Zatímco však na lince 1 platí po celé její délce městský tarif, v případě linek RER se v La Défense počítá již tarif pro zónu 3.

## Historie
Stanice byla otevřena 1. dubna 1992, když byla linka 1 prodloužena od Pont de Neuilly.
Společnost RATP původně počítala s vedením nového úseku po povrchu, což by bylo méně nákladné než tunelem pod Seinou, nakonec však byla zvolena podzemní varianta, takže plány na výstavbu stanice Élysées La Défense ze 70. let zůstaly nevyužity.

## Název
Jméno stanice je odvozeno od názvu čtvrti. Na informačních tabulích je oficiální název stanice doplněn ještě podnázvem psaným malým písmem: Grande Arche, který odkazuje na budovu La Grande Arche. Původní celý název stanice zněl Grande Arche de La Défense.

## Vstupy
Jednotlivé vchody do stanice jsou označeny písmeny a názvy okolních staveb:
- A Grande Arche
- B Dôme
- C Quatre Temps
- D CNIT
- E Parvis
- F Calder-Miró
- G Coupole

## Zajímavosti v okolí
- La Défense – obchodní čtvrť
- La Grande Arche
- CNIT (Centre des nouvelles industries et technologies) – Centrum nového průmyslu a technologií
- Centre de documentation européenne (Dokumentační evropské centrum) – uzavřeno v roce 2004 z finančních důvodů
- Quatre Temps – nákupní centrum